# 大磯町における学校給食問題
大磯町における学校給食問題（おおいそまちにおけるがっこうきゅうしょくもんだい）は、神奈川県中郡大磯町で2017年9月に発覚した、学校給食における一連の問題である。町田市の中学校給食問題とほぼ同様である。

## 概要
大磯町では2016年1月より町内の公立中学校（大磯町立大磯中学校、大磯町立国府中学校）を対象に、民間業者に発注して学校給食（仕出し弁当型）を開始したが、当初から「食べ残しが多い」との報告を受け、大磯町は2017年5月から7月にかけて調査を開始。その結果、容器回収業者からの報告により残食率が平均26％、多い時には55％にも上ることが判明した。これは2015年に環境省が調査した全国平均の6.9%を大幅に上回る数値であり、大磯中学校PTAの調査では残食率は30～50％、国府中学校では31人クラスで完食したのは1人であることも明らかになっている。調査報告は9月15日に日テレNEWS24で放送されると、地元紙の神奈川新聞や全国紙でも追随してこの問題を取り上げるようになる。
当初は残食率の多さのみが報じられていたが、その後の調査報告で髪の毛や虫などの異物混入があったことも発覚し、大磯町議会でも業者変更を求める意見が出た。これに対して給食導入を推進していた町長は陳謝し「業者の変更は考えていない」としつつも、温かい汁物の提供や自宅から弁当の持参を認めるなどの対策を取ったが、これに対し給食業者側が、他の取引先に対し「町の責任である」との文書を発送するなど反論したことから、町では業者との契約解除を行う検討に入り、町では同年10月に業者と契約解除する方針とした。その後、業者側から町に対し、同年10月13日を最後に給食の納品を中止する通達があり、10月16日から当面の間は給食を休止し、各家庭から弁当を持参することとなった。

## 経緯

### 給食導入について
大磯町立中学校では、2015年までは給食を導入せず家庭から弁当を持参する方針であったが、大磯町長が学校給食導入を公約に掲げて町長選挙に当選したことと、保護者を対象にアンケートを行った結果、約54％の回答率のうち「賛成」「どちらかといえば賛成」の回答が8割近くに達したことから、学校給食の導入を決定した。導入にあたり保護者の多くは自校で調理する「自校方式」を希望していたが、「自校方式」や複数の学校の給食を1つの調理場で調理し配送車で各学校へ配食する「給食センター方式」の場合は、給食室設置などの初期コストが大幅にかかるため、給食業者に委託する「デリバリー方式」を採用した。これにより、「自校方式」では4億5000万円かかると試算された初期投資は約1500万円まで縮小された。
給食費は月4,900円で、これとは別に町が業者に対し年3,300万円を支払っていた。

### 残食率の多さについて
食材発注と献立作りは町職員でもある管理栄養士が行い、その指示を受けて業者が調理・運搬を行っていた。この過程で塩分を控えめにするなど健康面に配慮した献立作りを行い、またデリバリー方式では調理した給食は冷却した状態で運搬することが義務付けられていることから、給食業者は19度以下に冷却して運搬し、再加温はせずにそのまま提供していた。導入前の試食会では冷却しない状態で提供されたことからおおむね好評であったが、実際に導入されると先述の状況から「味が薄い」「おかずが冷たい」などの苦情が寄せられている。ただし同じ業者に委託していた愛川町の残食率は、全国平均よりは高いが大磯町よりは低い約10％であり、大磯町の残存率が突出していると言える。

### 異物混入について
異物については髪の毛が39件と最も多く、繊維14件、虫10件、プラスチック片4件など84件にも上り、うち15件が業者の調理過程で混入したことが判明している。この異物混入は給食の提供が開始された2016年1月から発生・指摘されていたが、町教委では「食中毒や健康被害が発生していない」として2017年2月まで調査を行っておらず、2017年9月20日に町長が会見で陳謝している。ただし残る69件については混入経路不明となっており、『スッキリ!!』2017年9月20日放送でこの問題を取り上げた際には、業者から品質管理の写真を見せられ「一食一食緊張しながら（チェックを）やっている」とし、2017年4月以降は業者による異物混入は発生していないとされているが、なお原因不明とされる異物混入が12件発生している。

### 業者について
委託を受けた業者は、当時は東京都北区に本社を置いていたエンゼルフーズ株式会社で、2016年に神奈川県綾瀬市に開設した湘南支店で調理した給食を、20km離れた大磯町まで運搬していた。
同社は主に幼稚園向けの弁当型給食を配達しているほか、神奈川県内では大磯町、愛川町のほか、横浜市や相模原市へも学校給食を提供していた。そしてエンゼルフーズが製造した給食の異物混入報告は先述の自治体からも報告があり、横浜市では大磯町より先に業者の変更を行っている。
異物混入の発覚後、エンゼルフーズ社は公式サイト上ではこの件に関する「お詫び」を掲載した。その一方で同社は、主要取引先の幼稚園に対し社長名義で「特定の1校のみで発生している」「他の学校給食のように弁当との選択制にすれば、食べたくなければ注文しなければいいで済んだ話」「大磯町の給食に反対するものも多く、今回の騒動は反対派からのリークによるものだ」などとする文書を送った。その文書を見た幼稚園からの問い合わせにより、同社役員が社長の事後承諾で文書を送ったと説明し、改めて内容を訂正した説明文を送り直している。

## 影響
異物混入の発覚や「空腹で5、6時間目の授業に集中できない」という生徒の声もあったことから、町内の2中学校では2017年9月20日より自宅からの弁当持参が認められ、65％の生徒が弁当を持参していた。ある大磯町議会議員は、給食業者が配布した文書に対し「まるで生徒たちが故意に異物を入れ、騒ぎを大きくしたと言わんばかりで、非常に腹立たしい」「大磯中で59件、国府中で37件異物混入が見つかっているのに、なぜ1校のみなどと主張したのか」と反論した上で、給食導入開始日に学校を訪れ、生徒と共に給食を食べた際、髪の毛が混入していたにもかかわらず、町と教育委員会の調査が遅かったとして抗議した。大磯町議会は同年9月29日に「中学生が安心して昼食を食べることができる環境整備を求める決議」を賛成多数で可決した。
大磯町教育委員会は給食の提供が休止となったため代替業者を探したが、大手3社と交渉したところ「（今回の騒動で）リスクが大きすぎる」として断られたことが報告された。このため、引き続き代替業者の選定・交渉を行う一方で、給食導入時に要望が多かった「自校方式」または「給食センター方式」の導入を検討するとした。
評論家の宇野常寛は一連の騒動に対し「騒ぎになってからも改善していない。しっかりやりなさいというのはダメで、システムを変える、業者を変えるとかしないといけない」と述べている。
デリバリー方式の給食中止から1年以上経過した2019年1月24日、大磯町は自校方式による給食再開を目指すことを決定したが、約30億円の負担や施設の設置場所の問題もあり、再開は早くても2021年以降になる見込みであるとした。